# Francisco Cuenca Benet
Francisco Cuenca Benet (Adra, 28 de junio de 1872-La Habana, 7 de julio de 1943) fue un escritor, biógrafo, ensayista, periodista, musicógrafo y diplomático español.

## Biografía

### Familia
Cuarto hijo, primer varón, de los ocho que tuvieron Francisco Cuenca Ibáñez y Natalia Benet Roda, matrimonio de la alta burguesía abderitana pertenecientes ambos cónyuges a una familia dedicada al comercio, la banca y la minería, algunos de cuyos miembros ocuparon importantes puestos en la política y administración locales o provinciales.

### Formación
Tras realizar los estudios primarios a cargo de un tutor o academia privada en su Adra natal, Francisco Cuenca fue enviado en 1882 a estudiar bachillerato interno en el Colegio Carreras, una institución educativa de carácter privado fundada en 1808 en Palma de Mallorca y trasladada seis años después a Barcelona, situada en el antiguo municipio de San Gervasio.
Finalizado el bachillerato en 1887 y según aparece consignado en el primer tomo de su Biblioteca de Estudios Andaluces, inició estudios de Derecho en la Universidad de Granada los cuales no llegaría a culminar al interrumpirlos probablemente para hacerse cargo de los negocios familiares al fallecer su padre en 1890.

### Trayectoria profesional

#### Periodista
Entre 1891 y 1894, mientras atendía los negocios familiares, inició la publicación de crónicas, artículos de opinión y críticas literarias en el diario almeriense La Crónica Meridional, órgano de la burguesía regional, de carácter liberal progresista, del que fue corresponsal en Adra.
Hacia 1895 se traslada a Barcelona, donde permanecería hasta 1907 desempeñando diversos trabajos: primero, durante dos años, como empleado de la Delegación Provincial de Hacienda; después trabajando junto a Antonio Casasús y Canela en la fundación del Anuario de la Exportación, para continuar como colaborador, redactor y gestor en El Diario Mercantil, redactor en el semanario satírico y literario El Gato Negro, y colaborador en los diarios El Noticiero Universal, Las Noticias y El Liberal. También realizó traducciones del francés de varias novelas de Henry Gréville, seudónimo de la escritora Alice Durand, y de Jean Fernand-Lafargue, publicadas por la editorial «La Vida Literaria».

## Obra
- Biblioteca de autores andaluces, modernos y contemporáneos (1921);
- Museo de pintores y escultores andaluces contemporáneos (1923);
- Biblioteca de autores andaluces contemporáneos (1925);
- Galería de músicos contemporáneos (1927);
- Espirales de incienso (dos tomos, 1934 y 1942);
- Teatro andaluz contemporáneo. Tomo primero: Autores y obras (1937) ;
- Teatro andaluz contemporáneo. Tomo segundo: Artistas líricos y dramáticos (1940).